# Óscar Freire
Óscar Freire Gómez (Torrelavega, Kantábria, Spanyolország; 1976. február 15. –) spanyol profi kerékpáros. 2012-ben visszavonult a versenyzéstől.
Freire napjaink egyik leggyorsabb sprintere, háromszor nyerte meg a világbajnokság mezőnyversenyét, ezzel holtversenyben csúcstartó Alfredo Bindával, Rik van Steenbergennel és Eddy Merckxszel. Kétszer diadalmaskodott a Milánó–Sanremo versenyen is. A nagy körversenyeken összesen 10 szakaszt tudott megnyerni: négyet a Tour de France-on, hatot a hazai Vuelta a Españá-n. A 2008-as Tour de France-on övé lett a legjobb sprinternek járó zöld trikó is. A legtöbb sprinterrel ellentétben csapattársai segítsége nélkül is képes jól helyezkedni és szakaszt nyerni, és a hegyeket jól bírja, ezt jelzi a 2005-ös Tirreno–Adriatico körversenyen aratott összetett győzelme is.

## Győzelmei
1998
- 1 szakasz, Vuelta a Castilla y León

1999
- világbajnoki aranyérem

2000
- 1 szakasz, Vuelta a Mallorca
- 1 szakasz, Vuelta a la Comunidad Valenciana
- 2 szakasz, Tirreno–Adriatico
- 2 szakasz, Vuelta a Aragón
- 2 szakasz, Vuelta Espana
- világbajnoki bronzérem
- 1 szakasz, Giro di Lucca
- 1 szakasz, Escalada a Montjuic

2001
- 1 szakasz, Deutschland Tour
- 1 szakasz, Vuelta a Burgos
- világbajnoki aranyérem

2002
- 2 szakasz, Vuelta a Mallorca
- 1 szakasz, Tour de France

2003
- 2 szakasz, Vuelta a Andalucía
- 1 szakasz, Tirreno-Adriatico
- 1 szakasz, Volta a Catalunya
- Összetett és 2 szakasz, Giro di Lucca

2004
- 1 szakasz, Vuelta a Mallorca
- Trofeo Luis Puig
- 1 szakasz, Tirreno-Adriatico
- Milánó-Sanremo
- 1 szakasz, Vuelta España
- világbajnoki aranyérem

2005
- 2 szakasz, Vuelta a Mallorca
- Összetett és 3 szakasz, Tirreno-Adriatico
- Brabantse Pijl

2006
- 1 szakasz, Tirreno-Adriatico
- Brabantse Pijl
- 1 szakasz, Vuelta al País Vasco
- 1 szakasz, Tour de Suisse
- 2 szakasz, Tour de France
- Vattenfall Cyclassics

2007
- 1 szakasz, Vuelta a Mallorca
- Összetett és 2 szakasz, Vuelta a Andalucía
- Milánó-Sanremo
- Brabantse Pijl
- 3 szakasz, Vuelta a España

2008
- 2 szakasz, Tirreno-Adriatico
- Gent-Wevelgem
- 1 szakasz, Tour de Suisse
- 1 szakasz és a legjobb sprinternek járó 
zöld trikó